# بورغ مولر
بورغ مولر (بالدنماركية: Børge Müller)‏ هو كاتب سيناريو دنماركي، ولد في 4 سبتمبر 1909 في الدنمارك في مملكة الدنمارك، وتوفي في 16 أغسطس 1963.

## وصلات خارجية
- بورغ مولر على موقع IMDb (الإنجليزية)
- بورغ مولر على موقع ميوزك برينز (الإنجليزية)
- بورغ مولر على موقع قاعدة بيانات الأفلام السويدية (السويدية)
- بورغ مولر على موقع قاعدة بيانات الفيلم (الإنجليزية)
- بورغ مولر على موقع كينوبويسك (الروسية)